# Eagle Lake (Floride)
Pour les articles homonymes, voir Eagle Lake.
Eagle Lake est une ville des États-Unis située dans le comté de Polk en Floride.

## Démographie
| 1930 | 1940 | 1950  | 1960  | 1970  | 1980  |
| ---- | ---- | ----- | ----- | ----- | ----- |
| 600  | 862  | 1 060 | 1 364 | 1 373 | 1 678 |

| 1990  | 2000  | 2010  | - | - | - |
| ----- | ----- | ----- | - | - | - |
| 1 758 | 2 496 | 2 255 | - | - | - |

Au recensement de 2000, sa population était de 2 496 habitants.

## Source de la traduction
- (en) Cet article est partiellement ou en totalité issu de l’article de Wikipédia en anglais intitulé « Eagle Lake, Florida » (voir la liste des auteurs).